# PlayStation Portable
PlayStation Portable, também conhecido pela sigla PSP, é um console portátil de videojogos da família PlayStation desenvolvido pela Sony Computer Entertainment. Foi anunciado na E3 de 2004 e lançado em 12 de dezembro de 2004 no Japão, e nos Estados Unidos em 24 de março de 2005. Seu principal concorrente era o Nintendo DS, console portátil da Nintendo.
Seguindo a tendência da família PlayStation, o PSP possui outras funções além dos jogos, como leitor de áudio, vídeo e acesso à Internet sem fio via rede Wi-Fi. Seus gráficos são semelhantes aos do PlayStation 2. Outro atrativo da PSP é sua tela widescreen de 4,3 polegadas com alta luminosidade e definição.
O console foi vendido até o ano de 2014, tendo vendido aproximadamente 80 milhões de unidades, e o acesso à PlayStation Store foi encerrado em 31 de março de 2016. Foi sucedido pelo PlayStation Vita lançado em 17 de dezembro de 2011.

## Tecnologia

### Botões
- Botões de ação: Triângulo, Círculo, X e Quadrado.
- Botões direcionais: Direcional Digital, Direcional Analógico.
- Botões de ombro: L e R.
- Botões secundários: START, SELECT, HOME (substituído por PS nos modelos 3000, N1000 e E1000), VOL+, VOL-, SOM (mudará o tom da música entre Heavy Metal, Pop, Jazz, Unique e Off caso um fone de ouvido esteja conectado; caso for apertado e segurado por um segundo o mesmo agirá como o botão Mute em controles remotos de TVs comuns, independentemente do dispositivo de saída de áudio) e TELA (caso apertado uma vez, mudará o brilho da tela; caso apertado e segurado por um segundo, apagará a luz da tela; e caso apertado e segurado por 5 segundos ou mais, trocará a tela de saída de vídeo entre a tela do PSP e a tela da TV caso tenha um cabo AV inserido entre os mesmos (disponível apenas nos modelos 2000, 3000 e Go)).

### Memória
A memória do PSP pode ser a memória interna de 16GB do PSP Go!, o Memory Stick Duo e PRO Duo de até 64GB para os modelos E1000, 1000, 2000 e 3000 e o Memory Stick Micro M2 de até 16GB para o PSP Go!.
Se nenhum desses tipos de memória estiver presente, serão 32 MB no modelo 1000 e 64 MB nos modelos 2000, 3000, Go! e E1000.

### Discos
Os discos do PSP são chamados de Universal Media Disc e podem armazenar até aproximadante 2GB. São protegidas por um tipo de cápsula de plástico que facilita o seu armazenamento. Nas primeiras versões havia relatos de discos ejetados longe devido à ejeção na horizontal. Nesses casos a capa plástica, por não ser totalmente fechada, permite que a sujeira entre mas não saia, causando prejuízos tanto para os usuários quanto para a empresa, que perde consumidores. Nas versões posteriores o erro foi corrigido através de um sistema de ejeção menos potente e algumas travas de segurança. Elas podem ser substituídas por outras até mais resistentes que a original. Não há pirataria destes discos, pois não há UMDs-ROM no mercado e é muito mais prático copiá-lo para o Memory Stick e utilizar seu conteúdo através de um homebrew.

## Especificações técnicas de hardware
|                              | Sony    | Allegrex |
| Frequência de clock: 333 MHz | Lisura: |          |
| Barramento: 32 bit           |         |          |

| | Sony                         | PSP |
| Frequência de clock: 166 MHz | Lisura: 65nm 95nm (PSP 1000) |     |
| * Saída de vídeo: Vídeo Composto ou Componente para conexão com TVs(somente PSP 2000, 3000 e go) - Resolução de vídeo: 480x272 - Chip gráfico: Bus 512-bit - Filtros Gráficos: PSP 3D Curved Surface + 3D Polygon Compressão de texturas Hardware Clipping, Morphing, Bone (8) Hardware Tessellator Bezier, B-Spline (NURBS) ex 4×4,16×16,64×64 sub-division - Paleta de cores: 16-Bit ou 32-Bit |                              |     |

| * Saída de áudio: Estéreo |

|                                                        | UMD |
| Capacidade normal: 1,8 GB                              |     |
| * Diâmetro: 60mm - Velocidade de transferência: 11Mbps |     |

| Peso: 260 g (174 g na PSP 2000) | \| 17 cm \| 7.4 cm \| 2.3 cm (1.8 cm PSP 2000) \| \| largura \| altura \| profundidade \| |                          |
| 17 cm                           | 7.4 cm                                                                                    | 2.3 cm (1.8 cm PSP 2000) |
| largura                         | altura                                                                                    | profundidade             |

| 17 cm   | 7.4 cm | 2.3 cm (1.8 cm PSP 2000) |
| largura | altura | profundidade             |

### Design

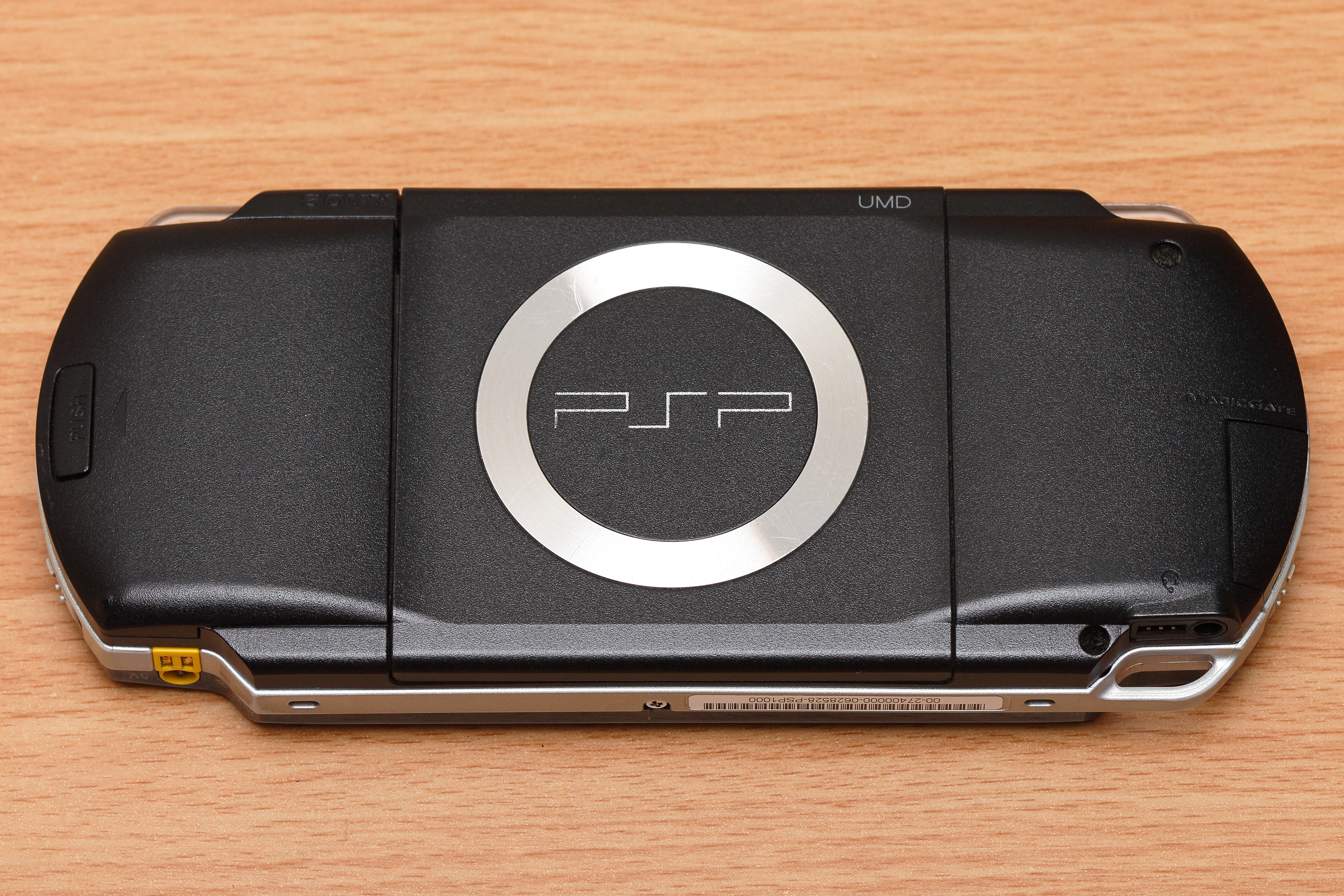
Traseira do PSP.

O design talvez seja o ponto mais mencionado e a imagem mais comum que se vem à cabeça quando se fala do PSP. Pelo menos segundo Ken Kutaragi, criador da plataforma PlayStation e ex-presidente da Sony Computer Entertainment, que classifica o PSP como "a coisa mais bonita do mundo".

#### Tela
A tela tem o tamanho de 4,3 polegadas e uma resolução de 480×272 pixels, tal resolução apresentando uma proporção de tela widescreen ou 16:9. O PSP foi um dos primeiros consoles portáteis a apresentar suas imagens nativamente num aspecto 16:9. No ano em que o portátil foi desenvolvido, ou seja, no início dos anos 2000, esse formato de tela não era tão frequente nos jogos e nas TVs como é nos dias de hoje. O formato widescreen é conhecido por estabelecer um aspecto mais confortável e agradável para jogos e filmes comparado ao formato básico 4:3 das antigas TVs de tubo. Além do PSP, outros consoles portáteis apresentaram o formato 16:9, especialmente após a recente padronização do formato, como o seu sucessor PlayStation Vita, o Neo Geo X e mais recentemente o Nintendo Switch. O Nintendo 3DS também utiliza o aspecto widescreen em sua tela superior, porém em vez de seguir o formato 16:9, o qual já era o formato padrão de display na época de lançamento do portátil da Nintendo, a tela superior apresenta uma resolução padrão de 400×240, a deixando num formato 5:3, enquanto a tela inferior tem um formato 4:3, com resolução de 320×240.

#### Frente e traseira
A frente do PSP é coberta por acrílico, o que dá um aspecto sofisticado, porém com alguns relatos de manchas de impressões digitais e de gordura dos dedos, o que pode ser resolvido facilmente com um pano úmido.
A traseira do portátil é de plástico no modelo 1000, enquanto é coberta por acrílico nos modelos 2000, 3000 e Go!. Ainda na parte traseira se apresenta o logotipo do PSP circundado por um anel metálico nos modelos 1000 e 2000, por um anel de plástico no modelo 3000 e sem a presença de um anel no modelo Go!.

### Conexões

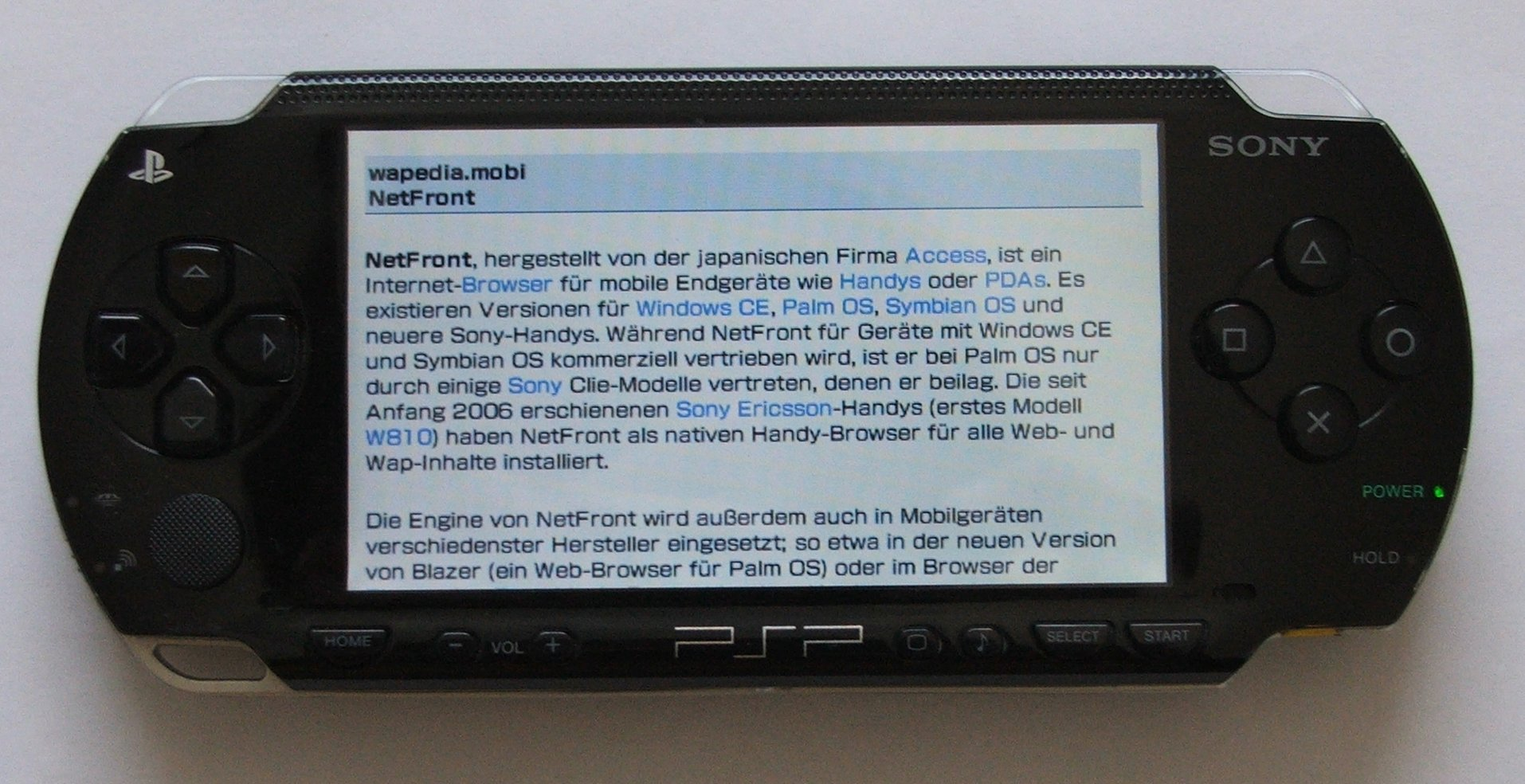
Navegador web do PSP.

O PSP possui Wi-Fi que permite conexões ad-hoc e infraestrutura, permitindo a utilização de jogos multiplayer e acesso à Internet (exceto no modelo E1000) utilizando o navegador web Netfront integrado, USB 2.0, infravermelhos (somente PSP 1000) e Bluetooth (somente PSP Go).

### Saída para TV

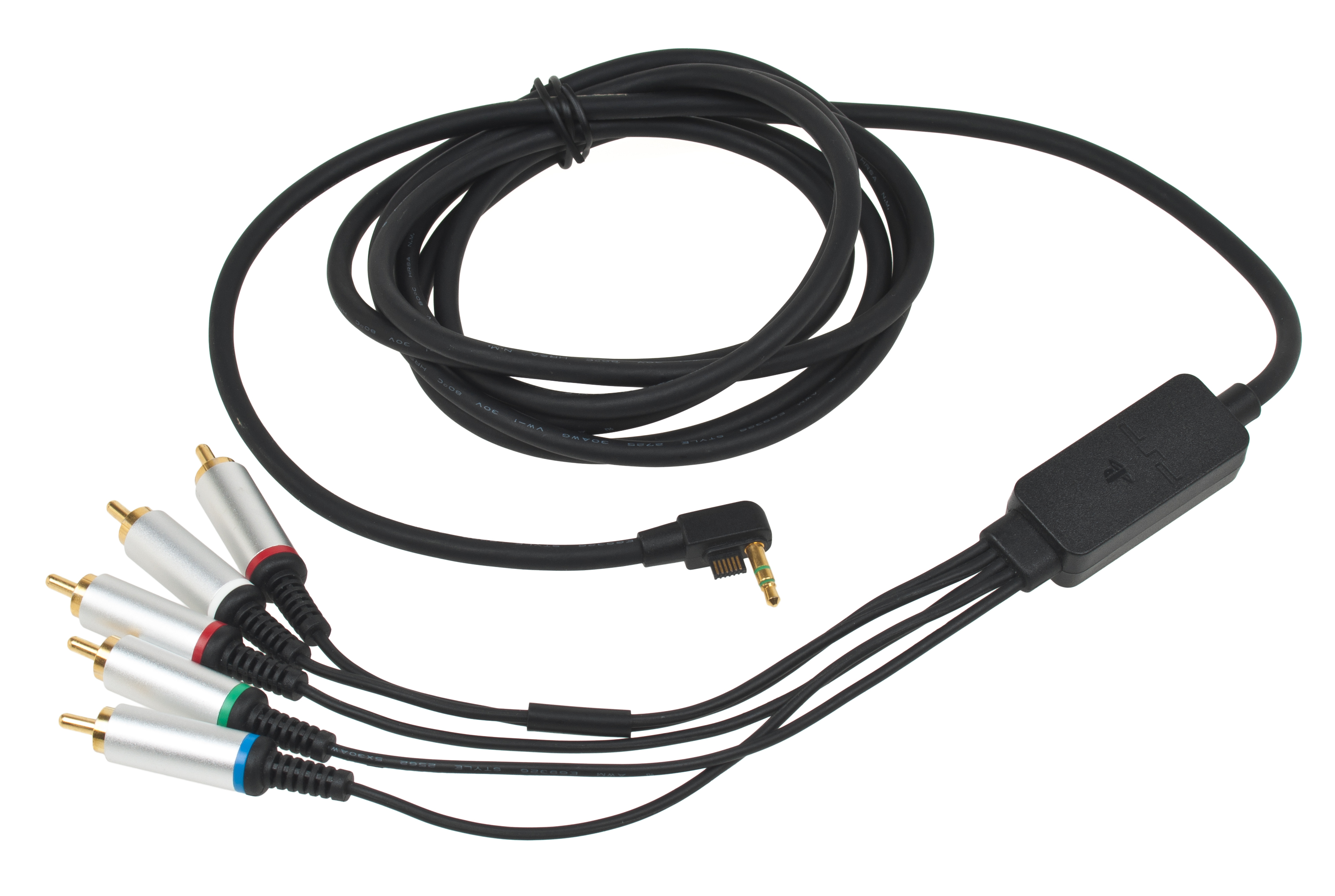
Cabos componentes para conexão do PSP com a TV.

Os modelos 2000 e 3000 podem ser conectados à TV através de cabos vídeo composto, S-Video e vídeo componente específicos para o console. Os jogos são exibidos no formato da tela nativo do PSP (480x272 pixels) sem recurso de upscale, significando que a tela aparece no formato windowbox ao invés do preenchimento total da tela.

### Utilidades
Além de jogos, o PSP reproduz filmes MP4, aplicativos em Flash, MP3, AAC, WMA (somente depois de ativado, o que requer uma conexão à Internet) e fotos JPEG no UMD ou no Memory Stick e também pode acessar à Internet através de Wi-Fi. Pode também utilizar-se como controlador de jogos e ecrã secundário para o PlayStation 3, como por exemplo, servindo de espelho retrovisor em jogos de corrida, ou até mesmo usar o controlador Sixaxis ou DualShock 3 da PS3 no portátil (somente no modelo Go!). Era também possível comprar jogos do PlayStation original através da PlayStation Store e jogá-los no console portátil.
Reproduz TV através de um aparelho da Sony chamado Location Free™ Player e vira uma câmera através da câmera para PSP da Sony que é acoplado na entrada USB. Estão introduzidos também a Máquina virtual Java. Existe também o Go!Explore, um receptor de GPS que transforma a PSP num sistema de navegação com mapas e ruas, mas que só foi lançado no Japão e na Europa.
Em agosto de 2008, foi anunciada a versão 3000 do console que, entre outras coisas, adicionou um microfone, bem como tela anti-reflexo e maior gama de cores. A PSP 3000 foi lançada em outubro de 2008. Todos os acessórios do 2000 são compatíveis com 3000.
Também é possível a utilização de softwares de terceiros (homebrew), estes sendo executados somente nos consoles destravados (onde foram alterados firmware, bateria ou outro componente) para rodar aplicações diretamente do Memory Stick.
A Sony condena o desbloqueio do PSP, mas a grande maioria dos usuários desbloqueia seus consoles para obter mais recursos, adicionando emuladores de consoles clássicos como o Nintendinho, o Super Nintendo, a trilogia de consoles Gameboy, o Mega Drive, o Neo Geo etc.

## Modelos
| Séries    | Imagem | Conexões                                                                   | Conectividade Wireless           | RAM e Armazenamento Interno                | CPU                    | Display                                         | Data de lançamento original  | Versão original do software | Bateria                                      |
| --------- | ------ | -------------------------------------------------------------------------- | -------------------------------- | ------------------------------------------ | ---------------------- | ----------------------------------------------- | ---------------------------- | --------------------------- | -------------------------------------------- |
| PSP-1000  |        | USB 2.0, UMD, Serial Port, Headphone Jack, Memory Stick PRO Duo            | 802.11b Wi-Fi, IRDA              | 32MB, 32MB System Software                 | MIPS R4000 at 1~333Mhz | 4.3" 16:9 Color TFT at 480 x 272                | 12 de Dezembro, 2004 (Japão) | 1.00                        | 5v DC 1800mAh, podendo aumentar para 2200mAh |
| PSP-2000  |        | USB 2.0, UMD, Video Out and Mic Port, Headphone Jack, Memory Stick PRO Duo | 802.11b Wi-Fi                    | 64MB, 64MB System Software                 | MIPS R4000 at 1~333Mhz | 4.3" 16:9 Color TFT at 480 x 272                | Setembro, 2007               | 3.60                        | 5v DC 1200mAh, podendo aumentar para 2200mAh |
| PSP-3000  |        | USB 2.0, UMD, Video Out, Microphone, Headphone Jack, Memory Stick PRO Duo  | 802.11b Wi-Fi                    | 64MB, 64MB System Software                 | MIPS R4000 at 1~333Mhz | 4.3" 16:9 Color TFT at 480 x 272                | Outubro, 2007                | 4.20                        | 5v DC 1200mAh, podendo aumentar para 2200mAh |
| PSP Go    |        | All in One Port, Headphone Jack, Mic, Memory Stick Micro                   | 802.11b Wi-Fi, Bluetooth 2.1 EDR | 64MB, 16GB User and System Software Shared | MIPS R4000 at 1~333Mhz | 3.8" 16:9 Color TFT at 480 x 272 Sliding Screen | Outubro, 2009                | 5.70                        | 5v DC Não removível                          |
| PSP-E1000 |        | USB 2.0, UMD, Headphone Jack, Memory Stick PRO Duo                         | Não                              | 64MB, 16GB User and System Software Shared | MIPS R4000 at 1~333Mhz | 4.3" 16:9 Color TFT at 480 x 272                | Outubro, 2011                | 6.50                        | 5v DC Não removível                          |

A segunda geração do PlayStation Portable, o PSP-2000, foi lançado em 20 de setembro de 2007 no Japão e é 19% mais estreito que o original, 33% mais leve e 5% mais barato que o original.

## Emuladores
Devido ao sucesso impactante do PSP no mundo, este console vendeu mais de 80 milhões de unidades no mundo, possibilitando também o surgimento de diversos emuladores, como:
- JPCSP, um emulador de PSP escrito em Java;
- Potemkin, um emulador não muito conhecido, criticado por muitos, possui diversos bugs. Sua função é rodar jogos de PSP através de savegames;
- PPSSPP, um dos melhores emuladores de PSP, multi-plataforma.